# Wektor Automobile und Design

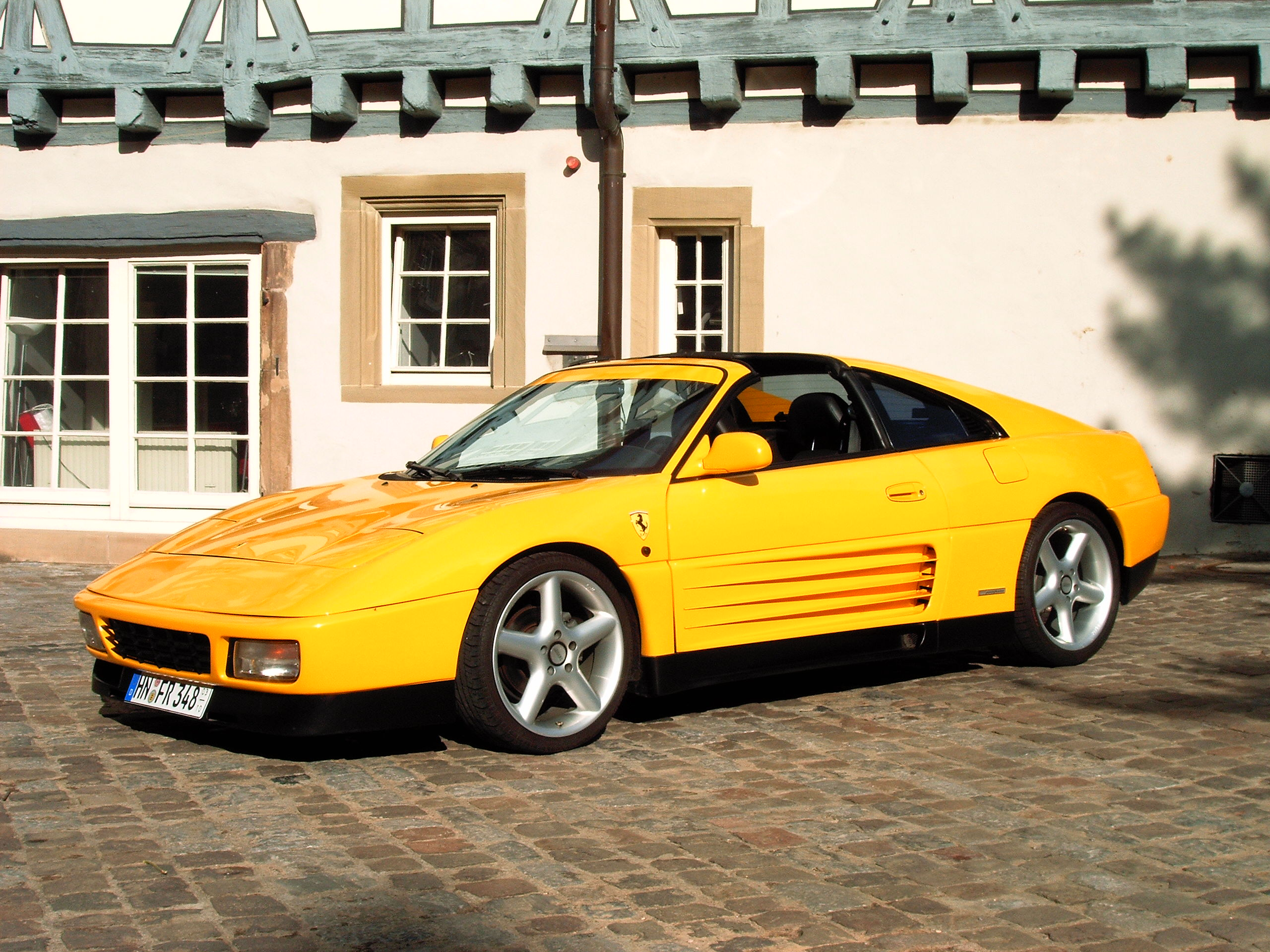
Wektor W 48 Frontansicht

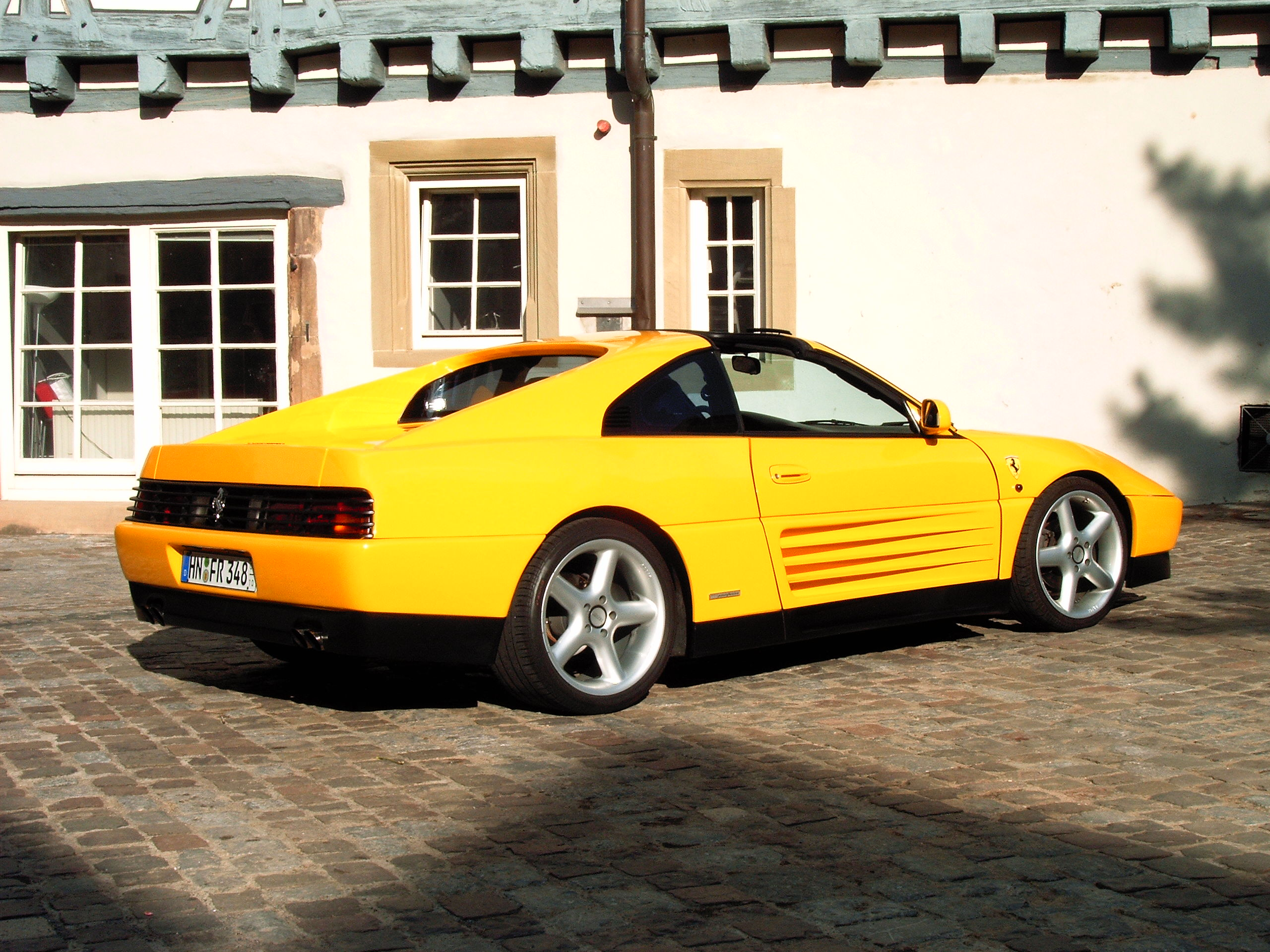
Wektor W 48 Heckansicht

Wektor Automobile und Design war ein deutscher Hersteller von Automobilen.

## Unternehmensgeschichte
Johann Bergmeier gründete 1988 das Unternehmen in Unteriglbach und begann mit der Produktion von Automobilen. Der Markenname lautete Wektor. 1991 endete die Produktion zunächst nach 68 hergestellten Exemplaren. Im Modelljahr 1996 war das Unternehmen am Hifering 5 in Ortenburg ansässig und erneut als Automobilhersteller aktiv.

## Fahrzeuge
Das erste Modell war der Competition. Dies war ein Sportwagen auf Basis des Toyota Supra. Für den Antrieb sorgte ein Sechszylindermotor mit 3000 cm³ Hubraum, Turbolader und 330 bis 420 PS Leistung. Die Karosserieform war die eines Coupés mit Targadach. Der Neupreis betrug 120.000 DM.
Der im Modelljahr 1996 angebotene W 48 basierte auf dem Toyota MR 2. Das Fahrgestell wurde verstärkt. Die Coupé-Karosserie ähnelte Ferrari-Modellen. Für den Antrieb sorgten Vierzylindermotoren aus dem MR 2, die wahlweise mit und ohne Turbolader erhältlich waren und zwischen 156 und 330 PS leisteten. Der Neupreis betrug 92.000 DM und die Lieferzeit acht Wochen.